# Striatoppia baloghi
Striatoppia baloghi är en kvalsterart som beskrevs av Sandór Mahunka 1974. Striatoppia baloghi ingår i släktet Striatoppia och familjen Oppiidae. Inga underarter finns listade i Catalogue of Life.